# Ričardas Vaitiekūnas
Ričardas Vaitiekūnas (*  7. März 1953 in Alizava, Litauische Sozialistische Sowjetrepublik) ist ein litauischer Geologe und Politiker,
von 2000 bis 2003 Bürgermeister der Rajongemeinde Klaipėda.

## Leben
Von 1958 bis 1962 lernte er in Vainutas (Rajongemeinde Šilutė) und von 1962 bis 1969 in Panevėžys. Nach dem Abitur 1969 absolvierte er 1974 das Diplomstudium an der Fakultät der Naturwissenschaft der Vilniaus universitetas.
Von 1974 bis 1978 arbeitete er in Tschita (Udlokan) als Leiter einer Unterabteilung und von 1978 bis 1982 in Panevėžys. Von 1990 bis 2000 leitete er das Unternehmen AB Geonafta als Direktor, von 2004 bis 2005 UAB Rapsolis, ab 2008 UAB Geoterma.
Ab 1999 war er Mitglied von Naujoji sąjunga, ab 2004 von Darbo partija.
Er ist verheiratet und hat zwei Kinder.